# Tiocinato de guanidina
O tiocianato de guanidina ou isotiocianato de guanidina (GITC) é um composto químico utilizado como desnaturante proteico em geral, sendo, portanto, um agente caotrópico, embora seja mais comumente usado como um protetor de ácido nucléico na extração de DNA e RNA das células.

## Usos
O tiocianato de guanidínio pode ser usado para desativar vírus, como o vírus influenza, no qual é mais utilizado, para que possa ser estudado com segurança.
O tiocianato de guanidínio também é usado para lisar células e vírus em extrações de RNA e DNA, onde sua função, além de sua ação de lise, é impedir a atividade de enzimas RNase e enzimas DNase, desnaturando-as. Essas enzimas danificariam o extrato.
Um método comumente usado é a extração com tiocianato de guanidina-fenol-clorofórmio. Não é estritamente necessário usar fenol ou clorofórmio se extrair RNA para a analise de Northern blot ou DNA para análise de Southern blot porque a eletroforese em gel seguida de transferência para uma membrana separará o RNA/DNA das proteínas. Além do mais, como esses métodos usam sondas para se ligarem a seus conjugados, os peptídeos que passam pelo processo geralmente não oferecem interferências nas analises, a menos que um peptídeo seja uma RNase ou DNase, e somente se a enzima conseguir renaturar, o que não deve ocorrer se protocolos apropriados sejam aplicados. Uma possível exceção pode ser ao trabalhar com temperaturas extremófilas, porque algumas enzimas desses organismos podem permanecer estáveis sob circunstâncias extraordinárias.